# Ladri di Carrozzelle
I Ladri di Carrozzelle sono un gruppo musicale rock italiano, formatosi a Roma nel 1989.

## Storia del gruppo
Quello dei Ladri di Carrozzelle è stato il primo gruppo del panorama musicale italiano formato principalmente da artisti con disabilità.

### Inizi
La nascita del gruppo risale al 1989 quando un gruppo di ragazzi affetti da distrofia muscolare, che in quel periodo sono in un soggiorno estivo, scoprono insieme ad un loro operatore la passione comune per la musica e decidono di rivedersi al ritorno a Roma. Il quartiere di Tor bella Monaca, dove la maggior parte dei ragazzi abita è il punto di ritrovo e nel volgere di pochissimo tempo nasce il gruppo che oltre alla principale attività concertistica si pone anche come obiettivo quello di diffondere un'immagine insolita della disabilità con attività collaterali, quali concerti e dibattiti nelle scuole dove i "Ladri" aiutano gli alunni a riflettere su pace, musica e diversità.

### Formazione
I musicisti che hanno partecipato al progetto nel corso degli anni sono stati una cinquantina. La prima formazione comprendeva esclusivamente persone affette da distrofia muscolare, malattia che colpisce e debilita progressivamente i muscoli; in quella formazione la batteria, nell'impossibilità di essere suonata da un solo musicista, è stata divisa in quattro parti, così come il basso è stato sostituito da un sintetizzatore a tastiera che ne riproduce fedelmente il suono.
Successivamente, a causa del progredire della malattia, sono stati necessari dei nuovi inserimenti, e in seguito gli avvicendamenti sono stati costanti.
Non esiste una formazione fissa della band: il numero cambia a seconda della situazione in cui i "Ladri" sono impegnati, da un minimo di 5 ad un massimo di 15.

### Musica
Dal 1989 i Ladri di Carrozzelle hanno realizzato una quindicina di CD tra cui alcuni live, registrati ai loro concerti in cui propongono, oltre alle loro canzoni, anche delle reinterpretazioni di brani famosi del panorama rock-pop nazionale e internazionale.
Nel 1992 il loro primo promo cd Distrofichetto a cui segue nel 1993 il primo album Chi non salta, entrambi pubblicati dall'etichetta Anagrumba che distribuirà anche il successivo cd singolo Diversi da chi (1995).
Nel 1995 partecipano al concerto del 1º maggio, tenutosi a Roma, davanti a 150 000 persone.
Il secondo album, pubblicato nel 1997, è Cambio di rotta a cui fanno seguito, nel 1998, il singolo Regina Coeli e il loro primo live In concerto?; nel 1999 esce il singolo Anima mia, e un disco per il tour nelle scuole dal titolo Scuolatour.
Il loro lavoro discografico prosegue nel 2000 con Sparta (e dintorni). L'intensa attività concertistica trova spazio nel secondo album dal vivo, del 2003, Live?.
Nel 2005 pubblicano Come un battito d'ali e il cd singolo Equilibrio instabile.
Nel 2006 è la volta di Ladrenalina presentato in anteprima durante il concerto del 1º maggio a piazza San Giovanni.
Nel 2007 arriva Prendila comoda, presentato durante un lunghissimo tour nelle scuole.
Tra il 2008 e il 2010 si apre una nuova fase per i Ladri di Carrozzelle, grazie all'incontro con la Cooperativa Arcobaleno di Frascati, si apre l'attività ad ogni forma di patologia, non solo  fisica ma anche psichica e psichiatrica.
La nuova formazione porta i Ladri di Carrozzelle a pubblicare un nuovo disco nel 2011 dal titolo SMS – Solo Musica Sbrock, perché "Sbrock" diventa la musica e l'attività live dei ladri di carrozzelle, un mix esplosivo di leggerezza, ottimismo e buonumore che coinvolge il pubblico in tutta la penisola e anche nei concerti all'estero.
A Natale 2016 esce il nuovo disco Completamente fuori: quattordici brani ricchi di allegria e di ironia in perfetto stile "sbrock", un disco "completamente fuori" come i componenti della band.
Nel 2019, in contemporanea con l'uscita in tv del programma O anche no, esce sui mercati digitali l'EP che contiene tre canzoni, tra cui la sigla del programma.

### Laboratori
Attualmente i Ladri sono un'attività laboratoriale della cooperativa Arcobaleno di Frascati finalizzata alla musica dal vivo destinata a persone  con disabilità. Si cerca di diffondere la cultura musicale nei partecipanti, promuovere l'integrazione sociale e far emergere talenti inespressi attraverso una formazione specifica e permettere l'esibizione su un palco. Per raggiungere questi obiettivi la cooperativa si avvale di strumenti musicali appositamente modificati e di un metodo efficace e innovativo di insegnamento.

### Partecipazioni di rilievo
I Ladri di Carrozzelle hanno all'attivo oltre mille concerti, non solo in Italia, fra cui da segnalare la presenza nel 1995 e nel 2006 al Concerto del Primo Maggio di Roma e nel 2016 a quello di Bologna.
Nel 2000 la partecipazione allo spettacolo del Giubileo a Tor Vergata in mondovisione e davanti a due milioni di persone. Significativo l'impegno intrapreso dal 1992 nelle scuole dove propongono spettacoli di sensibilizzazione per gli studenti di ogni ordine e grado.
Innumerevoli le partecipazioni televisive e radiofoniche, e gli articoli pubblicati sulle principali testate italiane.
Nel 2017 aprono la serata finale del Festival di Sanremo con il loro brano Stravedo per la vita.
Nel 2019 partecipano alla realizzazione del programma televisivo O anche no, di cui cantano anche la sigla.

## Discografia
- 1992 - Distrofichetto (cd singolo)
- 1993 - Chi non salta
- 1996 - Diversi da chi (cd singolo)
- 1997 - Cambio di rotta
- 1998 - Regina Coeli (cd singolo)
- 1998 - In concerto? (live)
- 1998 - Anima mia (cd singolo)
- 1999 - Scuolatour (cd per progetto nelle scuole)
- 2000 - Sparta (e dintorni)
- 2003 - Live? (live)
- 2005 - Come un battito d'ali
- 2005 - Equilibrio instabile (cd singolo)
- 2006 - Ladrenalina
- 2007 - Prendila comoda
- 2011 - SMS
- 2016 - Completamente fuori
- 2019 -  O anche No